# Aleksandr Gradski
Aleksandr Borísovich Gradski (en ruso: Алекса́ндр Бори́сович Гра́дский) (Kopéisk, 3 de noviembre de 1949 - Moscú, 28 de noviembre de 2021) fue un cantante, bardo, multinstrumentista y compositor ruso, reconocido por ser uno de los primeros intérpretes de música rock en Rusia. Su diverso repertorio incluye géneros como el rock 'n' roll, canciones folclóricas tradicionales y arias operísticas. Ha compuesto dos óperas rock y numerosas canciones, incluyendo las bandas sonoras de varias películas. Su colaboración con el cantautor estadounidense John Denver y su constante participación como miembro del jurado del concurso The Voice en su versión rusa, le valieron el reconocimiento internacional.

## Primeros años
Nació el 3 de noviembre de 1949 en la ciudad rusa de Kopéisk, en el seno de una familia de origen judío y ruso. Su padre, Borís Fradkin, era ingeniero y trabajaba en una fábrica, y su madre, Tamara Grádskaya, era actriz. Su madre lo animó a aprender a tocar el violín cuando era niño, y su tío, Borís Gradski, fue un bailarín que hizo una gira por el extranjero con la famosa Compañía de danza de Ígor Moiséyev, llevando a casa discos de artistas de música occidental como Elvis Presley, Louis Armstrong y Little Richard, despertando en el joven Gradski una fascinación temprana por el rock and roll. Este tipo de música no estaba normalmente disponible en la Rusia soviética en ese momento.
A la edad de 12 años, cantaba canciones de Elvis Presley y se acompañaba con una guitarra acústica. En 1963, a la edad de 13 años, cantó con una banda estudiantil polaca llamada Tarakany (Тараканы - literalmente "Las cucarachas") en un concierto en el Club Internacional de la Universidad Estatal de Moscú. Fue probablemente la primera actuación pública de rock 'n' roll presentada por una banda rusa.

## Carrera musical
A mediados de los años 1960, se unió a la banda Slaviane como cantante principal. El repertorio de la banda consistía casi en su totalidad de versiones de los Beatles y los Rolling Stones. Entre 1966 7 1967 actuó con tres bandas: Slaviane, Los Panchos y Skify. Sin embargo, no pudo ponerse de acuerdo con sus compañeros de banda de Slaviane sobre la dirección que debía tomar la agrupación. Gradsky quería tocar canciones originales de rock en su lengua materna, mientras que los otros miembros de la banda no creían que tales esfuerzos pudieran tener éxito y querían seguir tocando canciones de bandas del exterior.
Por consiguiente, decidió formar su propia banda, Skomorokhi (literalmente "Los bufones") en 1967. Su banda se hizo popular tocando canciones rusas originales, ya que Gradski mezcló elementos de la música rock occidental con la música rusa de bardo centrada en las letras e influenciada por el folclore, que era popular en esa época. Se matriculó en la Academia de Música de Gnesin en 1969 y continuó tocando con Skomorokhi mientras cursaba sus estudios. Su exitosa actuación en el festival soviético de pop-rock Silver Strings atrajo más conciertos y contratos discográficos.

### Como solista

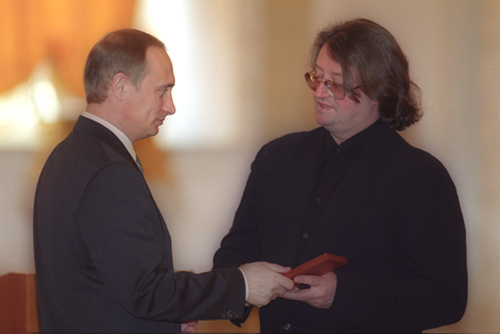
El presidente Vladímir Putin entregando a Gradski el premio Artista del Pueblo de la Federación Rusa en 2000.

En 1973, el director de cine Andréi Konchalovski le pidió que compusiera e interpretara la música para la película Romance for Lovers (Романс о влюблённых), que se estrenó en 1974, el mismo año en que Gradski se graduó con un máster en interpretación vocal. Gradski interpretó todas las partes vocales masculinas de la banda sonora de la película, lo que le dio fama como solista. Sus numerosos discos publicados durante su larga carrera abarcan una variedad de géneros, que van desde el rock hasta las arias operísticas. Su primera ópera rock, Stadium (Стадион), fue lanzada como un doble LP en 1985. También compuso un ballet de rock, llamado The Man (Человек), lanzado en 1988.
Es un tenor con un rango vocal de tres octavas y media, y también toca alrededor de doce instrumentos. Interpretó el exigente papel de astrólogo en la ópera El gallo de oro de Nikolái Rimski-Kórsakov en el Teatro Bolshoi de Moscú en 1988.
Su colaboración con el cantautor estadounidense de música country John Denver, con quien interpretó la canción "Let us Begin..." de 1986, le valió a una mayor atención internacional. En 1999 dio un recital en el emblemático Carnegie Hall de la ciudad de Nueva York.
Desde finales de los años 1980, ha estado enseñando canto en la Academia de Música de Gnesin.
El 16 de julio de 1988, actuó en el Golden Gate Park Bandshell de San Francisco, California, como parte del Concierto de la Caminata por la Paz Americano-Soviética. Esa noche también tocó la guitarra acústica y cantó durante el intermedio en el concierto benéfico de la Grateful Dead Rex Foundation en el Teatro Griego de la U.C. Berkeley.
A finales de 2009, el músico publicó en 4 discos compactos una adaptación para ópera de la novela de Mijaíl Bulgákov El Maestro y Margarita (Ма́стер и Маргари́та), con el propio Gradski interpretando al Maestro, a Woland, a Yeshua y a Behemoth. En la ópera también participaron Nikolai Fomenko como Koroviev, Mijaíl Seryshev como Iván y Elena Minina como Margarita, además de muchos cantantes y actores rusos de renombre en papeles episódicos, incluyendo a Iosif Kobzon, Lyubov Kazarnovskaya, Andrei Makarevich, Alexander Rosenbaum, Arkady Arkanov y el difunto Georgi Millyar (debió usarse material de archivo de voz en una de sus películas).

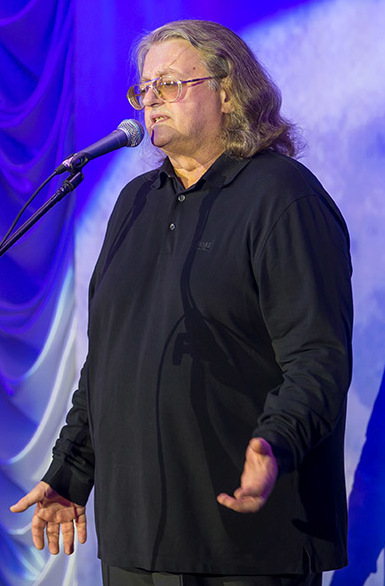
Gradski en vivo en 2014.

## Plano personal
Estuvo estado casado cuatro veces. Se casó inicialmente cuando tenía unos veinte años, pero el matrimonio solo duró algunos meses. Se casó por segunda vez en 1970 con la actriz Anastasia Vertínskaya. Su tercer matrimonio fue con una estudiante de economía de la Universidad Lomonósov de Moscú, Olga Fártysheva, de veinte años de edad. Estuvieron casados durante 23 años y tienen dos hijos juntos: Daniel (marzo de 1981) y María (enero de 1986). Aleksandr mantuvo una relación con la modelo ucraniana Marina Kotashenko desde 2003, casándose un mes antes del fallecimiento. La pareja tiene dos hijos, Aleksandr (nacido en 2014) e Iván (nacido en 2018).

## Fallecimiento
Tras contagiarse de COVID-19 en septiembre de 2021, la salud de Gradski se deterioró de forma severa. El 26 de noviembre del mismo año tuvo una recaída y debió ser hospitalizado en un hospital de Moscú. Falleció el 28 de noviembre en la capital rusa a los 72 años.

## Discografía

### Óperas rock
| Título original    | Título internacional     | Año  |
| ------------------ | ------------------------ | ---- |
| Стадион            | Stadium                  | 1985 |
| Мастер и Маргарита | The Master and Margarita | 2009 |

### Otros trabajos discográficos
| Título original                                                        | Título internacional                                                               | Año       |
| ---------------------------------------------------------------------- | ---------------------------------------------------------------------------------- | --------- |
| Давид Тухманов "Как прекрасен мир"                                     | David Tukhmanov "How the World is Fine" (Alexander Gradski canta en dos canciones) | 1972      |
| Поёт Александр Градский                                                | Alexander Gradsky Sings                                                            | 1973 (EP) |
| Романс о влюбленных"                                                   | Romance about Lovers                                                               | 1974      |
| Песни из к/ф "Солнце, снова солнце"                                    | Songs from the movie Sun, sun again                                                | 1976      |
| Александр Градский и ансамбль "Скоморохи"                              | Alexander Gradsky and Skomorokhi                                                   | 1978 (EP) |
| Александр Градский & Элтон Джон (Только ты верь мне)                   | Alexander Gradsky & Elton John (Only You Trust Me)                                 | 1979 (EP) |
| Русские песни                                                          | Russian Songs                                                                      | 1980      |
| Нам не жить друг без друга                                             | We Can't Live Without Each Other                                                   | 1980 (EP) |
| "Сама жизнь" Вокальная сюита на стихи Поля Элюара                      | Life Itself                                                                        | 1984      |
| "Звезда полей" Вокальная сюита на стихи Н.Рубцова                      | Fields Star                                                                        | 1986      |
| "Сатиры" Вокальная сюита на стихи Саши Черного                         | Satire                                                                             | 1987      |
| Давайте начнём                                                         | Let's Get Started                                                                  | 1987 (EP) |
| Утопия АГ                                                              | Utopia AG                                                                          | 1987      |
| "Размышления шута" Вокальная сюита                                     | Reflections of a Jester                                                            | 1987      |
| "Флейта и рояль" Вокальная сюита на стихи Б.Пастернака и В.Маяковского | Flute and Grand Piano                                                              | 1988      |
| "Ностальгия" Вокальная сюита на стихи В.Набокова                       | Nostalgia                                                                          | 1988      |
| "Человек" Балет                                                        | The Man                                                                            | 1988      |
| "Монте-Кристо" Музыка и песни из х\ф "Узник замка Иф"                  | Monte Cristo                                                                       | 1989      |
| Концерт -сюита                                                         | Concert Suite                                                                      | 1989      |
| Экспедиция                                                             | Expedition                                                                         | 1990      |
| (n/a)                                                                  | Metamorphoses                                                                      | 1991      |
| Несвоевременные песни                                                  | Untimely Songs                                                                     | 1994      |
| Фрукты с кладбища                                                      | Fruit from the Cemetery                                                            | 1995      |
| ЖИВьЕМ в "России"                                                      | (A)live in Russia                                                                  | 1996      |
| Золотое Старье                                                         | Gold Junk                                                                          | 1996      |
| Коллекция АГ                                                           | Collection of AG                                                                   | 1996      |
| "Легенды русского рока" А.Градский и группа Cкоморохи                  | Legends of Russian Rock                                                            | 1997      |
| ЖИВьЕМ в "России" 2                                                    | (A)live in Russia 2                                                                | 2000      |
| Хрестоматия                                                            | Reader                                                                             | 2003      |
| Песни для Иры                                                          | Songs for Ira                                                                      | 2003      |

### DVD
| Título original                                   | Título internacional   | Año  |
| ------------------------------------------------- | ---------------------- | ---- |
| ЖИВьЕМ в "России" 2 Юбилейный видеоконцерт        | (A)live in Russia 2    | 2004 |
| ЖИВьЕМ в "России" Юбилейный видеоконцерт          | (A)live in Russia      | 2010 |
| "Антиперестроечный Блюз" (фильм -концерт 1990 г.) | Anti-Perestroika Blues | 2010 |